# Ranko Žeravica
Ranko Žeravica (Novo Milosevo, Sèrbia, 17 de novembre de 1929-Belgrad, 29 d'octubre de 2015) va ser un jugador i entrenador de bàsquet serbi.

## Biografia
Va néixer al poble de Dragutinovo (abans que es fusionés amb Beodra a Novo Milosevo) el 17 de novembre de 1929. L'educació de Žeravica va començar al seu poble i va continuar a Kikinda, on viatjava cada dia amb tren. La seva família provenia d'Hercegovina per ascendència, havent-se traslladat a la zona de Mošorin diverses generacions abans del seu naixement, convertint-se en agricultors rics i propietaris de terres.

### Carrera
Va desenvolupar una llarga carrera com a entrenador en diversos clubs de Iugoslàvia, Espanya i Itàlia, encara que els seus majors èxits els va aconseguir com a entrenador de la selecció de bàsquet de Iugoslàvia, amb la qual va obtenir dues medalles olímpiques (or a Moscou 80) i tres als Mundials, que va aconseguir guanyar el 1970.

### Problemes de salut i defunció
Ranko tenia una història de problemes cardíacs. El 2009 va sofrir un atac al cor i va ser operat del cor. A principis de 2015 va ser ingressat a l'hospital a causa de dolor al pit i se li va diagnosticar un infart lleu. Žeravica va morir a l'edat de 85 anys, el 29 d'octubre de 2015 a la seva casa de Belgrad.

## Trajectòria com a entrenador
- 1954-1960: Radnicki Belgrad (Iugoslàvia)
- 1971-1974: KK Partizan Belgrad (Iugoslàvia)
- 1974-1976: FC Barcelona (Espanya)
- 1976-1978: KK Partizan Belgrad (Iugoslàvia)
- 1978-1980: KK Poleixi (Iugoslàvia)
- 1980-1986: Estrella Vermella Belgrad (Iugoslàvia)
- 1986-1987: KK Partizan Belgrad (Iugoslàvia)
- 1987-1989: CAI C.B. Zaragoza (Espanya)
- 1989-1990: Irge Desio (Itàlia)
- 1990-1991: Filodoro Napoli (Itàlia)
- 1990-1991: Conservas Daroca (Espanya)
- 1991-1992: Slobodna Dalmacija (Iugoslàvia)
- 1993-1994: Onix Caserta (Itàlia)
- 1995-1996: KK Partizan Belgrad (Iugoslàvia)
- 1996-1997: Estrella Vermella Belgrad (Iugoslàvia)
- 2002-2003: CAI Basket Zaragoza (Espanya)